# Редиу Галиан (Васлуј)
Редиу Галиан (рум. Rediu Galian) насеље је у Румунији у округу Васлуј у општини Кодаешти. Oпштина се налази на надморској висини од 173 m.

## Становништво
Према подацима из 2002. године у насељу је живело 668 становника, од којих су сви румунске националности.